# Ragnarok (groupe)
Pour les articles homonymes, voir Ragnarök (homonymie).
Ragnarok est un groupe de black metal norvégien, originaire de Sarpsborg. Le nom du groupe vient du terme Ragnarök, qui signifie en Vieux norrois une prophétique fin du monde, où tous les éléments se déchaineraient les uns contre les autres, provoquant la fin de toute vie sur Terre.

## Biographie
Le groupe est formé en 1994 par Jerv et Jontho, après leur départ de Thoth, leur précédent groupe,,,. Ils sortent très vite la démo Et Vinterland i Nord qui leur assurera un certain succès dans leur région. Il faut noter le fait que c'est la seule production du groupe enregistrée avec sa formation d'origine. À l'époque, la formation était constituée de Jerv à la basse, Jontho à la batterie, Rym à la guitare et Thyme au chant. Le groupe signe alors avec le label Head Not Found et sort son premier album studio, Nattferd, en 1995.
En 1997, Ragnarok commence l'enregistrement de leur deuxième album studio, Arising Realm. L'album est enregistré avec Shagrath du groupe de black metal symphonique Dimmu Borgir aux claviers. À la fin de l'année, le groupe enregistre leur troisième album, Diabolical Age, dont l'enregistrement durera jusqu'à la fin de l'année 1999. Thyme quitte le groupe pendant l'enregistrement de l'album ; il est remplacé par le chanteur Astaroth, et Sander rejoint le groupe en tant que second guitariste. 
L'album Diabolical Age sortira finalement en 2000. Plus tard dans l'année, le groupe embarque pour une brève tournée avec le groupe suédois Satanic Slaughter. Étant donné qu'Astaroth n'a pas pu continuer l'aventure avec le groupe, il est parti de Ragnarok à la fin de la tournée. Il est remplacé par Lord Arcamous, qui enregistrera les parties vocales sur le quatrième album, In Nomine Satanas. En 2002, il est remplacé à son tour par Hoest du groupe de black metal norvégien Taake. Après l'intégration du chanteur Hoest, le groupe repart en tournée. L'album Blackdoor Miracle est ensuite enregistré pendant l'année 2004. Après de nombreux changements dans la formation de Ragnarok, Jontho, le batteur du groupe et seul membre fondateur encore présent, annonce leur départ en tournée et enregistrer un nouvel album, dont la sortie s'est effectuée au début de l'année 2009. Le groupe jouera rarement sur scène, à l'exception de la dixième édition de l'Inferno Metal Festival en 2010.
En mars 2010, le groupe publie son nouvel album, Collectors of the King, chez Regain Records. HeavyMetal.no le considère comme « l'un de black metal les plus intenses que je n'ai plus entendu depuis un bout de temps. » NecroWeb lui attribue une note de 7 sur 10. En mai 2012, ils annoncent leur signature au label Agonia Records ainsi que leur septième album à venir. Leur septième album, Malediction, est publié le 31 octobre en Europe et le 6 novembre en Amérique du Nord. Après le départ du chanteur Hans Fryste au début de 2014, le groupe annonce officiellement son remplacement le 15 septembre 2014 par le batteur Jontho, dont le rôle de batteur sera endossé par Malignant. En février 2016, le groupe publie son nouvel album studio intitulé Psychopathology,.

## Style musical et thèmes
Ragnarok évolue dans un style black metal très brutal au son très cru. Les deux plus grandes influences du groupe sont la musique de Darkthrone et de Marduk. Cependant, il est important de noter le fait que toute la discographie du groupe n'est pas sans aucune mélodie, puisque dans l'album Arising Realm, le groupe a recours aux claviers. En revanche, il est évident que l'on ne peut comparer cet album à ceux de groupes de black metal symphonique, comme Dimmu Borgir, Anorexia Nervosa ou Graveworm, où les claviers sont beaucoup plus mis en avant.
Les thèmes des paroles de Ragnarok traitent beaucoup de paganisme, en particulier de la culture viking et de la mythologie nordique. Les thèmes anti-religieux (principalement antichrétiens) et sataniques sont également très présents.

## Membres

### Membres actuels
- Jontho - chant (depuis 2015), batterie (1994-2014)
- Bolverk - guitare (depuis 2010)
- Decepticon - basse, chœurs
- Malignant - batterie (depuis 2015)

### Anciens membres
- Thyme - chant (1994-1999)
- Rym - guitare (1994-2007)
- Jerv - basse (1994-2007)
- Sander - guitare (1999-2000)
- Høest - chant (1999-2008)
- Astaroth - chant (2000-2001)
- Lord Arcamous - chant (2001-2002)

## Discographie

### Albums studio
- 1995 : Nattferd
- 1997 : Arising Realm
- 2000 : Diabolical Age
- 2002 : In Nomine Satanas
- 2004 : Blackdoor Miracle
- 2010 : Collectors of the King
- 2012 : Malediction
- 2016 : Psychopathology
- 2019 : Non Debellicata

### Démos
- 1994 : Et Vinterland i Nord
- 1995 : Pagan Land